# Панама (Њујорк)
Панама (енгл. Panama) град је у америчкој савезној држави Њујорк.

## Демографија
По попису из 2010. године број становника је 479, што је 12 (-2,4%) становника мање него 2000. године.
| Група             | 2000.       | 2010.       |
| Белци             | 474 (96,5%) | 460 (96,0%) |
| Афроамериканци    | 5 (1,0%)    | 1 (0,2%)    |
| Азијати           | 1 (0,2%)    | 2 (0,4%)    |
| Хиспаноамериканци | 3 (0,6%)    | 9 (1,9%)    |
| Укупно            | 491         | 479         |